# Evijärvi

Vị trí của Evijärvi

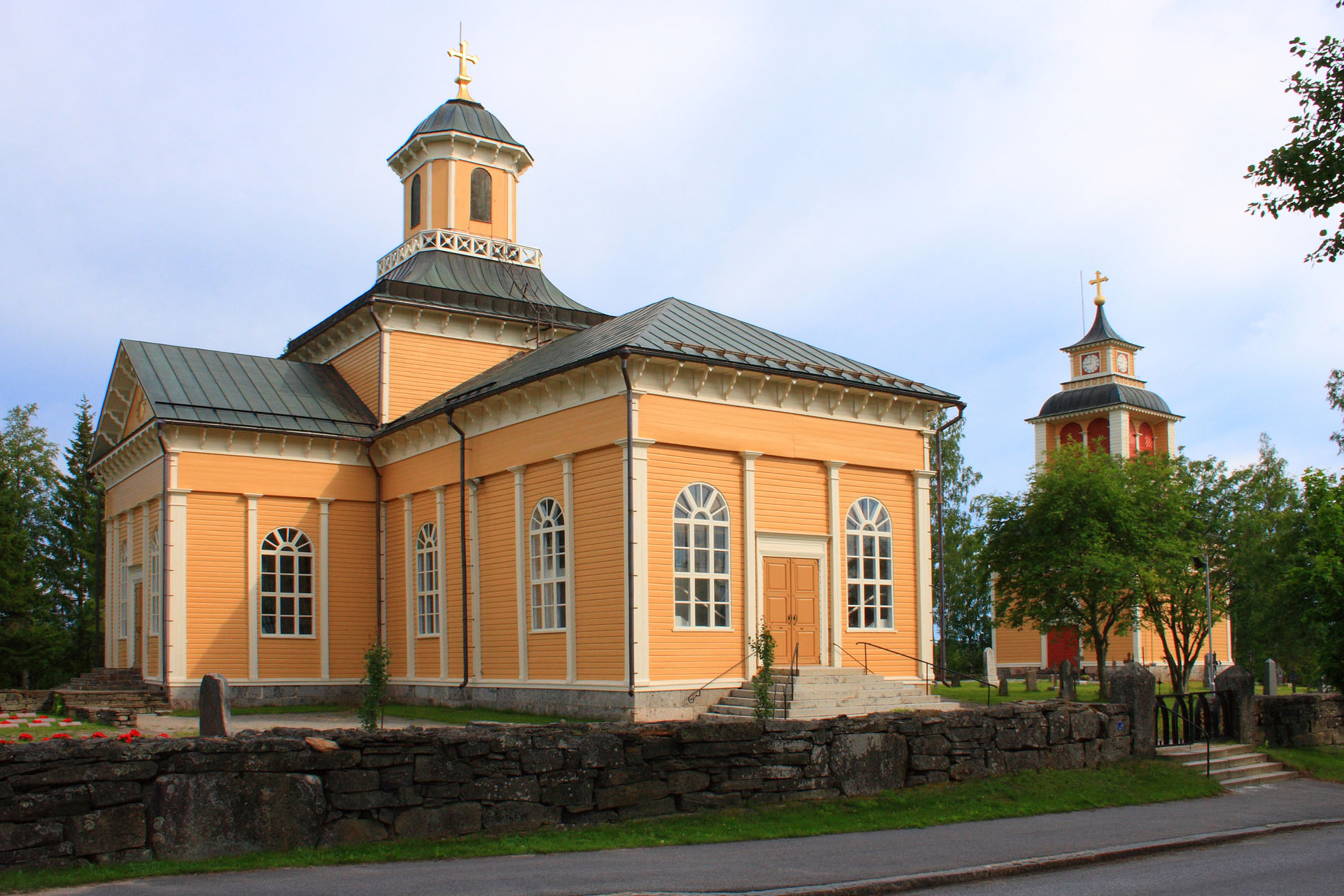
Nhà thờ Evijärvi

Evijärvi là một đô thị của Phần Lan.
Vị trí ở tỉnh Tây Phần Lan trong vùng Nam Ostrobothnia. Đô thị này có dân số 2.815 và diện tích 390,73 km² trong đó có 36,69 km² là diện tích mặt nước. Mật độ dân số là 7,95 người trên mỗi km².
Dân đô thị này chỉ sử dụng tiếng Phần Lan